# Torneo di Wimbledon 2013 - Doppio femminile in carrozzina
Jiske Griffioen e Aniek van Koot erano le detentrici del titolo e lo hanno difeso battendo in finale Yui Kamiji e Jordanne Whiley per 6-4, 7–6(4).

## Teste di serie
1. Jiske Griffioen /  Aniek van Koot (campionesse)
2. Marjolein Buis /  Lucy Shuker (semifinale, terzo posto)

## Tabellone

### Legenda
| - Q = Qualificato - WC = Wild card - LL = Lucky loser | - ALT = Alternate - SE = Special Exempt - PR = Protected Ranking | - w/o = Walkover - r = Ritirato - d = Squalificato |

### Finali
|  | Semifinali | Semifinali                        | Semifinali                        | Semifinali | Semifinali |  |  | Finale                            | Finale                            | Finale                            | Finale | Finale |  |
|  |            |                                   |                                   |            |            |  |  |                                   |                                   |                                   |        |        |  |
|  | 1          | Jiske Griffioen Aniek van Koot    | Jiske Griffioen Aniek van Koot    | 6          | 6          |  |  |                                   |                                   |                                   |        |        |  |
|  |            | Sabine Ellerbrock Sharon Walraven | Sabine Ellerbrock Sharon Walraven | 3          | 2          |  |  | Jiske Griffioen Aniek van Koot    | Jiske Griffioen Aniek van Koot    | Jiske Griffioen Aniek van Koot    | 6      | 7      |  |
|  |            | Yui Kamiji Jordanne Whiley        | Yui Kamiji Jordanne Whiley        | 6          | 6          |  |  | Yui Kamiji Jordanne Whiley        | Yui Kamiji Jordanne Whiley        | Yui Kamiji Jordanne Whiley        | 4      | 6      |  |
|  | 2          | Marjolein Buis Lucy Shuker        | Marjolein Buis Lucy Shuker        | 1          | 2          |  |  |                                   |                                   |                                   |        |        |  |
|  |            |                                   |                                   |            |            |  |  |                                   |                                   |                                   |        |        |  |
|  |            |                                   |                                   |            |            |  |  | Finale 3º posto                   |                                   |                                   |        |        |  |
|  |            |                                   |                                   |            |            |  |  |                                   |                                   |                                   |        |        |  |
|  |            |                                   |                                   |            |            |  |  | Sabine Ellerbrock Sharon Walraven | Sabine Ellerbrock Sharon Walraven | Sabine Ellerbrock Sharon Walraven | 5      | 6      |  |
|  |            |                                   |                                   |            |            |  |  | Marjolein Buis Lucy Shuker        | Marjolein Buis Lucy Shuker        | Marjolein Buis Lucy Shuker        | 7      | 7      |  |